# Галасюк Віктор Валерійович
Віктор Валерійович Галасюк — український економіст та громадський діяч, президент Української асоціації Римського клубу, член-кореспондент Всесвітньої Академії науки та мистецтва, доктор економічних наук. Засновник Young Scientists Conference (YSC) та член Наглядової ради Київського міжнародного економічного форуму.
Очолює Український глобальний факультет (англ. Ukraine Global Faculty), яка організовує лекції професорів закордонних університетів та експертів (з 2022).

## Життєпис
Протягом 1998—2014 рр. працював в корпоративному секторі.
2014—2019 — народний депутат VIII скл. від Радикальної партії Ляшка, голова парламентського Комітету з питань промислової політики та підприємництва, співголова депутатської групи ВРУ з міжпарламентських зв'язків з США, заступник голови Української частини Парламентського Комітету Асоціації.
Автор курсу «Економічна інженерія», який викладає як професор Інституту прикладного системного аналізу КПІ та професор КНУ. Проходив навчання та стажування в Японії, Британії, США. З 2019 рр. проходить навчання у Гарвардський Бізнес Школі (PLD Executive Education, HBS). Сфери досліджень: економічна політика, економічне зростання, сталий розвиток.